# Bistum Sant Feliu de Llobregat
Das Bistum Sant Feliu de Llobregat (lateinisch Dioecesis Sancti Felicis de Llobregart, katalanisch Bisbat de Sant Feliu de Llobregat, spanisch Diócesis de San Feliú de Llobregat) ist eine Diözese der römisch-katholischen Kirche mit Sitz im katalanischen Sant Feliu de Llobregat in Spanien.

## Geschichte
Das Bistum wurde am 15. Juni 2004 durch Papst Johannes Paul II. mit der Apostolischen Konstitution Christifidelium salutem aus Gebieten des Erzbistums Barcelona, das gleichzeitig zum Metropolitansitz erhoben wurde, errichtet und diesem als Suffraganbistum zugeordnet.
Das Bistumsgebiet umfasst die Dekanate Baix Llobregat, Penedès, Garraf, El Prat de Llobregat, Sant Feliu de Llobregat, Sant Vicenç dels Horts, Montserrat, Vilafranca del Penedès, Anoia und  Piera-Capellades westlich der Stadt Barcelona.
Erster Bischof des Bistums war von 2004 bis 2024 Agustín Cortés Soriano. Sein Nachfolger ist Xabier Gómez García OP.